# Síndrome da doença pós-orgásmica
Síndrome da doença pós-orgásmica - do inglês, postorgasmic illness syndrome (POIS) - é uma síndrome em que os homens têm graves sintomas cognitivos e físicos imediatamente após a ejaculação. Os sintomas podem durar até mais de uma semana. A causa e prevalência da doença é desconhecida, sendo considerada uma doença rara.

## Sinais e sintomas
As características sintomáticas da POIS são:
1. Rápido aparecimento dos sintomas após a ejaculação;
2. Ausência de qualquer reação genital local;
3. Presença de uma quantidade enorme de reações.[1]

Os sintomas da POIS, que são chamados de "ataque de POIS", podem incluir uma série de disfunções cognitivas - tais como dificuldade de raciocinar, de se concentrar, de reter informações, de ler e de se comunicar, afasia, perda de memória -, fortes dores musculares por todo o corpo, grave fadiga, fraqueza, sintomas parecidos com gripe ou alergia - tais como espirros, coceira nos olhos e irritação nasal -, intenso desconforto, irritabilidade, ansiedade, estresse, menor socialização, desânimo. Os indivíduos afetados podem também experimentar intenso calor ou frio.
Os sintomas começam pouco depois da ejaculação ou dentro de meia hora após a ejaculação, podendo durar vários dias, às vezes até uma semana.
Em alguns homens a POIS se inicia já na puberdade, enquanto em outros a síndrome começa apenas na fase adulta. A POIS que se manifesta a partir da primeira ejaculação é chamado de primário; enquanto o que começa mais tarde na vida é do tipo secundário.
Muitos homens afetados pela doença relatam sofrer também de ejaculação precoce.

### Doenças e condições parecidas
A Síndrome de Dhat é uma condição, descrita pela primeira vez em 1960 na Índia, com sintomas semelhantes aos da POIS. Acredita-se que tal síndrome é uma condição psiquiátrica relacionada com questões culturais indianas e é tratada com psicoterapia, junto com medicamentos psiquiátricos.
A Tristeza Pós-Coital é um sentimento de melancolia e ansiedade após a relação sexual que pode durar de cinco minutos a duas horas. Esta doença, que afeta tanto homens quanto mulheres, ocorre apenas após o ato sexual e não requer a ocorrência de orgasmo, e seus efeitos são essencialmente emocionais ao invés de fisiológicos. Por outro lado, a POIS afeta apenas homens, e consiste principalmente de sintomas fisiológicos que são incitados pela ejaculação e que podem durar, em algumas pessoas, por até uma semana. Alguns médicos dizem que essas duas doenças podem estar relacionadas.

## Mecanismo de atuação da doença
A causa da POIS é desconhecida. Alguns médicos levantam a hipótese de que ela é causado por uma reação auto-imune, enquanto outros suspeitam que seja devido a um desequilíbrio hormonal. Outras causas têm sido propostas, mas nenhuma delas parecem explicar totalmente a doença.

### Hipótese da alergia
Uma das hipóteses é que a POIS causado por alergia Tipo-I e Tipo-IV ao próprio sêmen. Ela também pode ser causado por uma reação auto-imune não ao sêmen em si, mas a alguma outra substância que é liberada durante a ejaculação, tal como a citocina.
A hipótese da alergia tem sido contestada. De acordo com um estudo, "a alergia IgE-mediada ao sêmen em homens pode não ser o potencial mecanismo de POIS".

### Hipótese do desequilíbrio hormonal
De acordo com outra hipótese, POIS é causada por um desequilíbrio hormonal, tal como baixo nível de progesterona, de cortisol, de testosterona ou de DHEA, ou elevado nível de prolactina ou ainda devido ao hipotiroidismo.
A POIS pode ser causada por um defeito no precursor da síntese de neurosteróide. Neste caso, o mesmo tratamento pode não ser eficaz para diferentes indivíduos, pois os precursores em falta podem diferir de paciente para paciente, o que leva, em última instância, a uma deficiência ao mesmo neurosteróide, causando sintomas similares.

### Outras possibilidades
POIS poderia também ser causada por hiperglicemia ou por desequilíbrios químicos no cérebro. Também é possível que as causas da POIS diferem entre indivíduos. Tal doença poderia representar um "espectro de diferentes síndromes".
Nenhuma das atuais propostas das causas para a POIS explicam a conexão entre POIS e a ejaculação precoce.

## Diagnóstico
Não há consenso geral sobre os critérios de diagnóstico para a POIS. Em uma pesquisa foram desenvolvidos cinco critérios preliminares para o diagnóstico dessa doença. São eles:
1. Um ou mais dos seguintes sintomas: sintomas semelhantes à gripe, fadiga extrema ou exaustão, fraqueza da musculatura, febre, transpiração excessiva, humor alterado, irritabilidade, problemas de memória e de concentração, fala incoerente, congestão nasal, coceira nos olhos;

2. Todos os sintomas podem ocorrer imediatamente (em questão de segundos), logo depois (em questão de minutos) ou dentro de algumas horas após a ejaculação, seja ela devido ao coito, masturbação ou espontaneamente (devido à polução noturna);

3. Os sintomas ocorrem sempre ou quase sempre, isto é, em mais de 90% dos casos de ejaculação;

4. A maioria dos sintomas dura entre 2 e 7 dias; e

5. Os sintomas desaparecem espontaneamente.

POIS pode ser erroneamente atribuída a fatores psicológicos, tais como a hipocondria ou o transtorno somatoforme.

## Formas de lidar com a doença
Não existe um método padrão de tratamento da POIS. Os pacientes devem ser cuidadosamente examinadas na tentativa de encontrar as causas de sua POIS, que muitas vezes são difíceis de determinar e variam entre os pacientes. Uma vez que se supõe uma causa, o devido tratamento pode ser experimentado. Às vezes, se experimenta mais de um tratamento, até que o  que funciona seja encontrado.
Os indivíduos afetados normalmente evitam a atividade sexual, especialmente a ejaculação, ou agendam-na para ocasiões em que eles podem descansar e se recuperar nos dias posteriores. No caso de Tristeza Pós-Coital, suspeita-se que os pacientes podem ser tratados junto a psicoterapia com inibidores seletivos de serotonina.
Um paciente cuja POIS era suspeita de ser causado por liberação de citocina foi tratado com sucesso com medicamentos anti-inflamatórios, sendo eles ingeridos antes da ejaculação e por um dia ou dois após a mesma. O paciente tomava diclofenaco 75 mg, 1 a 2 horas antes da atividade sexual com orgasmo e duas vezes aos dia por 24 ou 48 horas.
Um paciente com disfunção erétil e ejaculação precoce tinha os sintomas menos intensos nas ocasiões em que ele mantinha o pênis eréto por tempo suficiente para realizar a penetração vaginal e ejacular dentro da sua parceira. O paciente tomava tadalafil para tratar a disfunção erétil e ejaculação precoce. Isso aumentou o número de ocasiões em que ele foi capaz de ejacular dentro de sua parceira, e diminuiu o número de ocasiões em que ele experimentou os sintomas da POIS. Acredita-se que este paciente possui Síndrome de Dhat, em vez de POIS.
Em um paciente, os sintomas eram tão graves que ele decidiu se submeter a castração, a fim de aliviar seus sintomas. Os sintomas desapareceram após a cirurgia.
Dois pacientes, nos quais a POIS era suspeita de ser causada por reação auto-imune ao seu próprio sêmen, foram tratados com sucesso pela imunoterapia com alérgenos com seus próprios sêmens. Eles foram submetidos a várias injeções subcutâneas de seus próprios semêns por três anos. O tratamento "pode levar de 3 a 5 anos antes de qualquer redução clinicamente relevante dos sintomas".
Tratamentos da POIS não são sempre bem-sucedidos, especialmente quando a causa da doença não é determinada. Em um paciente, cuja rotina de exames laboratoriais eram normais, os seguintes medicamentos foram tentados sem sucesso: ibuprofeno, 400 mg por demanda; tramadol, 50 mg uma hora antes do coito; e escitalopram, 10 mg/dia antes de  deitar, durante 3 meses.

## Epidemiologia
A prevalência da POIS é desconhecida. Ela é listada como uma doença rara pela American National Institutes of Health e pelo Orphanet.

## POIS em mulheres
É possível que uma doença similar exista em mulheres, embora até 2016 havia apenas um caso documentado de paciente do sexo feminino.